# Lökeberg
Lökeberg är en bebyggelse i Hålta socken i Kungälvs kommun i Västra Götalands län. Området avgränsades före 2015 till en småort för att därefter till 2023 räknas om en del av tätorten Tjuvkil. Från 2023 räknas den åter som en separat småort.